# Blagoj Ivanov
Blagoj Ivanov (in bulgaro Благой Иванов?; Sandanski, 9 ottobre 1986) è un artista marziale misto bulgaro.
Combatte nella divisione dei pesi massimi per l'organizzazione statunitense UFC. In passato ha militato anche nelle promozioni WSOF, dove è stato campione di categoria tra il 2015 e il 2018, Bellator e Real Pain Challenge.
Prima di praticare MMA è stato un atleta di combat sambo di successo, avendo vinto una medaglia di bronzo ai mondiali del 2006 e una d'oro in quelli del 2008 (sconfiggendo nelle semifinali Fëdor Emel'janenko) entrambe nella categoria sopra i 100 kg; vanta anche diversi successi in competizioni internazionali di Judo.

## Caratteristiche tecniche
Ivanov è un lottatore molto abile nella lotta a terra, essendo in possesso di ottime conoscenze nel sambo e nel judo, a cui aggiunge discrete abilità nel pugilato e nella kickboxing, che lo rendono efficace anche negli scambi in piedi.

## Carriera nelle arti marziali miste
Ivanov comincia a combattere nel suo paese natale nel 2007, mettendo insieme un record di 4-0 e un no contest.
Nel 2011 sigla un contratto con la Bellator MMA, rimanendovi fino al 2014: il suo ultimo incontro, perso contro il russo Aleksandr Volkov, consisteva nella finale del torneo dei pesi massimi della decima stagione. In totale Ivanov mette insieme un record di 7-1 nella federazione.
Nel 2015 si accasa alla WSOF e al primo incontro vince il titolo dei pesi massimi, che difende per tre volte. Nel 2017 difende anche il titolo dei pesi massimi della federazione, ora rinominata PFL.

### UFC
Le prestazioni in crescendo di Ivanov attrassero sempre maggiori interessi e nell'aprile 2018 il bulgaro firma un contratto con la UFC.
Il debutto nella federazione avviene il 14 luglio 2018, perdendo per decisione unanime contro l'ex campione dei pesi massimi Junior dos Santos.

## Risultati nelle arti marziali miste
| Risultato  | Record   | Avversario         | Metodo                                | Evento                                 | Data              | Round | Tempo | Città                     | Note                                                            |
| ---------- | -------- | ------------------ | ------------------------------------- | -------------------------------------- | ----------------- | ----- | ----- | ------------------------- | --------------------------------------------------------------- |
| Sconfitta  | 18-4 (1) | Augusto Sakai      | Decisione (non unanime)               | UFC on ESPN: Woodley vs. Burns         | 20 maggio 2020    | 3     | 5:00  | Las Vegas, Stati Uniti    |                                                                 |
| Sconfitta  | 18-3 (1) | Derrick Lewis      | Decisione (non unanime)               | UFC 244: Masvidal vs. Diaz             | 2 novembre 2019   | 3     | 5:00  | New York, Stati Uniti     |                                                                 |
| Vittoria   | 18-2 (1) | Tai Tuivasa        | Decisione (unanime)                   | UFC 238: Cejudo vs. Moraes             | 8 giugno 2019     | 3     | 5:00  | Chicago, Stati Uniti      |                                                                 |
| Vittoria   | 17-2 (1) | Ben Rothwell       | Decisione (unanime)                   | UFC Fight Night: Lewis vs. dos Santos  | 9 marzo 2019      | 3     | 5:00  | Wichita, Stati Uniti      |                                                                 |
| Sconfitta  | 16-2 (1) | Junior dos Santos  | Decisione (unanime)                   | UFC Fight Night: dos Santos vs. Ivanov | 14 luglio 2018    | 5     | 5:00  | Boise, Stati Uniti        | Debutto in UFC                                                  |
| Vittoria   | 16-1 (1) | Caio Alencar       | Decisione (unanime)                   | PFL: Fight Night                       | 2 novembre 2017   | 3     | 5:00  | Washington, Stati Uniti   | Difende il titolo dei pesi massimi PFL                          |
| Vittoria   | 15-1 (1) | Shawn Jordan       | KO tecnico (pugni)                    | WSOF 35                                | 2 novembre 2017   | 1     | 1:43  | Verona, Stati Uniti       | Difende il titolo dei pesi massimi WSOF                         |
| Vittoria   | 14-1 (1) | Josh Copeland      | Decisione (unanime)                   | WSOF 31                                | 17 giugno 2016    | 3     | 5:00  | Mashantucket, Stati Uniti | Difende il titolo dei pesi massimi WSOF                         |
| Vittoria   | 13-1 (1) | Derrick Mehmen     | KO tecnico (pugni)                    | WSOF 24                                | 17 ottobre 2015   | 2     | 4:33  | Mashantucket, Stati Uniti | Difende il titolo dei pesi massimi WSOF                         |
| Vittoria   | 12-1 (1) | Smealinho Rama     | Sottomissione (ghigliottina)          | WSOF 21                                | 5 giugno 2015     | 3     | 1:17  | Edmonton, Canada          | Vince il titolo dei pesi massimi WSOF                           |
| Sconfitta  | 11-1 (1) | Alexander Volkov   | Sottomissione (rear-naked choke)      | Bellator 120                           | 17 maggio 2014    | 2     | 1:08  | Southaven, Stati Uniti    | Finale del torneo dei pesi massimi Bellator Season 10           |
| Vittoria   | 11-0 (1) | Lavar Johnson      | Sottomissione (americana)             | Bellator 116                           | 11 aprile 2014    | 1     | 4:08  | Temecula, Stati Uniti     | Semifinale del torneo dei pesi massimi Bellator Season 10       |
| Vittoria   | 10-0 (1) | Rich Hale          | Decisione (unanime)                   | Bellator 111                           | 7 marzo 2014      | 3     | 5:00  | Thackerville, Stati Uniti | Quarti di finale del torneo dei pesi massimi Bellator Season 10 |
| Vittoria   | 9-0 (1)  | Keith Bell         | Sottomissione (rear-naked choke)      | Bellator 109                           | 22 novembre 2013  | 1     | 3:59  | Bethlehem, Stati Uniti    |                                                                 |
| Vittoria   | 8-0 (1)  | Manny Lara         | Sottomissione (ghigliottina in piedi) | Bellator 99                            | 13 settembre 2013 | 1     | 1:17  | Temecula, Stati Uniti     |                                                                 |
| Vittoria   | 7-0 (1)  | Ricco Rodriguez    | KO tecnico (ritiro)                   | Chekhov MMA Tournament                 | 24 dicembre 2011  | 3     | 3:33  | Čechov, Russia            |                                                                 |
| Vittoria   | 6-0 (1)  | Zak Jensen         | Sottomissione (ghigliottina)          | Bellator 52                            | 1 ottobre 2011    | 2     | 2:35  | Lake Charles, Stati Uniti | Quarti di finale del torneo dei pesi massimi Bellator Season 5  |
| Vittoria   | 5-0 (1)  | William Penn       | KO tecnico (pugni)                    | Bellator 38                            | 26 marzo 2011     | 1     | 2:58  | Tunica, Stati Uniti       | Debutto in Bellator                                             |
| Vittoria   | 4-0 (1)  | Svetoslav Zahariev | Sottomissione (rear-naked choke)      | Real Pain Challenge 9                  | 9 ottobre 2010    | 1     | 3:33  | Sofia, Bulgaria           |                                                                 |
| Vittoria   | 3-0 (1)  | Kazuyuki Fujita    | Decisione (non unanime)               | World Victory Road Presents: Sengoku 9 | 2 agosto 2009     | 3     | 5:00  | Saitama, Giappone         |                                                                 |
| No Contest | 2-0 (1)  | Ilir Latifi        | No Contest (rottura del ring)         | Real Pain Challenge 2                  | 17 maggio 2008    |       |       | Sofia, Bulgaria           |                                                                 |
| Vittoria   | 2-0      | Yancho Dimitrov    | KO tecnico (pugni)                    | Real Pain Challenge 1                  | 9 marzo 2008      | 1     | 2:31  | Sofia, Bulgaria           |                                                                 |
| Vittoria   | 1-0      | Kamen Georgiev     | KO tecnico (stop dall'angolo)         | Fitness Mania                          | 13 ottobre 2007   | 1     | 5:00  | Pazardžik, Bulgaria       |                                                                 |